# Лаптев, Иван Петрович
Иван Петрович Лаптев (1774—1838) — русский купец и предприниматель, библиофил и нумизмат.
Один из основоположников отечественной филигранологии.

## Биография
Родился 28 августа (8 сентября по новому стилю) 1774 года.
Был вологодским купцом 2-й и 3-й гильдий, затем петербургским купцом 3-й гильдии. Торговал с 1796 года лесом. Занимался благотворительностью: за проект по очистке Кронштадтских гаваней (1803) и пожертвование на восстановление после пожара дворца Петра I в Кронштадте получил золотую медаль «За полезное» на Александровской ленте (1804) и вышитый золотом кафтан (1805). В Государственном архиве Вологодской области сохранился список вологодских купцов, представленных к награждению бронзовой медалью на ленте ордена Св. Анны за пожертвования «на ополчение противу врагов денежной суммы в 1812 г.».
Увлёкся филигранологией (область деятельности, изучающая маркировочные знаки на бумаге с целью датирования написанных на этой бумаге текстов, не имеющих даты создания); написал первую в России специальную работу на эту тему: «Опыт в старинной русской дипломатике, или Способ узнавать на бумаге время, в которое писаны старинные рукописи» (1824), которая стала пособием по водяным знакам. Другое название этой рукописи — «Открытие познавать древния книги по клеймам на бумаге и другими средствами о времени их написания в разные столетия». Этот труд Ивана Лаптева был высоко оценён А. Х. Востоковым; выявленные Лаптевым филиграни были включены К. Я. Тромониным в альбом «Изъяснения знаков, видимых в писчей бумаге…» (1844). После издания своей книги Лаптев вместе с детьми продолжил работу по выявлению филиграней, собрав коллекцию, где было свыше двух тысяч знаков. В течение 40 лет он собирал и изучал рукописи и старопечатные книги.
Также Иван Петрович Лаптев собрал ценную нумизматическую коллекцию, включавшую серебряные монеты великих и удельных князей, редкие монеты XVII—XIX веков. Историк и палеограф И. П. Сахаров писал о его коллекции: «Лучшие монеты приобретены покупкою из собраний герцога Виртембергского и кн. Вяземского».
В последние годы жизни И. П. Лаптев страдал ревматизмом. Умер 21 июня (3 июля по новому стилю) 1838 года в Санкт-Петербурге и был похоронен на Георгиевском кладбище Большой Охты (ныне Большеохтинское кладбище).
Рукописи и старопечатные книги после его смерти были проданы на аукционе в 1840 году, а монеты — в 1845 году.